# 舒姆斯克區
舒姆斯克區（烏克蘭語：Шумський район）是位於烏克蘭西部捷爾諾波爾州的舊區，首府设于舒姆斯克，並於2020年被撤銷。該區面积约838平方公里，2019年人口為33,015，人口密度每平方公里39人。